# 環境科学技術研究所
公益財団法人環境科学技術研究所(かんきょうかがくぎじゅつけんきゅうしょ　略称 環境研)は六ヶ所村に所在する公益財団法人である。
この法人は、放射性物質及び放射線の環境への影響（以下「放射性物質等の環境影響」という。）等の環境安全に関する調査研究、技術・情報の提供等を行い、原子力と環境のかかわりについての理解の増進を図るとともに、原子力関連分野の人材育成を支援することにより、我が国の原子力開発利用の円滑な発展に寄与することを目的とする｡(定款第三条)
六ヶ所村に核燃料サイクル関連施設を誘致するにあたり、研究機関の進出を望む地元の要望に応え、核燃料サイクルの環境影響評価の妥当性を検証することなどを目的に設置された。
低線量被曝の生物影響や、放射性物質を使った閉鎖生態系の実験、室内で気象を模擬してその影響を調べる実験などを行っている。